# طوغن شاه
طوغن شاه أبو بكر (توفي سنة 1185 أو 1186) كان أمير نيسابور من سنة 1174 حتى وفاته. وخلفه ابنه سنجر شاه.

## السيرة
كان طوغن شاه ابن مؤيد الدين أيابا وخلفه في عام 1174 عندما قُبض على الأخير وأُعدم أثناء القتال في خوارزم. بدأت المشاكل تظهر عليه مع وصول الخوارزمشاه السلطان شاه [الإنجليزية]
 المنفي إلى خراسان. وبمساعدة فرقة من قوات القراخطائيين، أنشأ السلطان شاه قاعدة قوة في خراسان وسرعان ما انقلب على طوغن شاه. كان الأخير غير قادر على الصمود في وجه هجمات السلطان شاه، ونتيجة لذلك فقد طوس في عام 1181 م.
طوال بقية حكم طوغن شاه، ظل يعاني من غارات السلطان شاه. كانت محاولات الحصول على الدعم ضده من تكيش، الخوارزمشاه الحالي، أو من الغوريين، الذين زوجوه أميرة، غير ناجح. توفي في سنة 1185 أو 1186 وترك مملكته لابنه سنجر شاه.

## ملحوظات
1. 1 2 3  Bosworth, p. 190